# Federazione cestistica del Bahrein
La Federazione cestistisca de Bahrein è l'ente che controlla e organizza la pallacanestro in Bahrein.
La federazione è affiliata alla FIBA dal 1975 e ha sede a Manama. Le squadre che partecipano al maggiore campionato, la 1ª Divisione, sono le seguenti:
- Manama
- Ahli
- Muharraq
- Hala
- Najma
- Isa Town
- Nawaydrat
- Bahrain
- Sitra
- Hidd
- Itihad